# Волтер Ґлазґо
Волтер Ґлазґо (англ. Walter Glasgow, 19 квітня 1957) — американський яхтсмен.
Срібний призер Олімпійських Ігор 1976 року в класі Солінґ.